# Pierre-Yves Polomat
Pierre-Yves Polomat (ur. 27 grudnia 1993 w Fort-de-France) – francuski piłkarz martynikańskiego pochodzenia występujący na pozycji obrońcy we francuskim klubie AS Saint-Étienne. W swojej karierze grał także w takich zespołach jak LB Châteauroux oraz Laval. Były reprezentant Francji do lat 20.